# Ujelang
Ujelang (marsz. Wūjlan, co oznacza pochmurne niebo) – niezamieszkany atol na Wyspach Marshalla należący do archipelagu Ratak Chain na Oceanie Spokojnym.

## Historia
Atol został dostrzeżony przez Álvara de Saavedra Ceróna 21 września 1529 z pokładu okrętu „Florida”.
W czasach przed odkryciem przez Europejczyków Ujelang był zamieszkany przez Marszalczyków. W drugiej połowie XIX wieku atol nawiedził tajfun, który spowodował śmierć większości mieszkańców, pozostali przenieśli się na inne wyspy, na południe. W czasie kolonizacji niemieckiej i japońskiej wyspy służyły jako miejsce uprawy kopry (produkcja w 1910 wyniosła 76710 kg) i były zamieszkane przez pracowników ze wschodnich Karolinów. W wyniku II wojny światowej miejsce ponownie stało się niezamieszkane. W 1944 atol został przejęty przez Stany Zjednoczone, a w 1947 zostali tu ewakuowani mieszkańcy Enewetak, gdzie planowano przeprowadzenie testów atomowych. W kolejnych latach, kiedy ogłoszono, że Enewetak jest już bezpieczny, wszyscy powrócili stopniowo do swych domów.

## Geografia i przyroda
Ujelang jest najbardziej wysuniętym na zachód punktem Wysp Marshalla. Leży 217 km na południowy zachód od atolu Enewetak i 420 km na północny wschód od wyspy Pohnpei w Mikronezji. Składa się z 32 wysp (według innych źródeł wysp jest 30 lub 35) m.in. Ujelang, Anaken, Eneraj, Burie, Nelle, Einmlapp, Ennimento, Kiriniyan, Kalo, Pyokon, Seroko, Pokon, Bokanibop, Bokanibwiebirok, Bokanjoio, Bokanalap, Maronlik, Maron, Daisu o łącznej powierzchni 1,74 km². Łączna powierzchnia laguny wynosi 65,97 km². W przeszłości atol określano nazwami: Arecifos, Arrecife, Casobos Island, Jane’s Island, Kewley, Morning Star, Providence, Wuidjlang. Uznawano też, że jest częścią Wysp Karolińskich.
W 1967 r. stwierdzono występowanie na Ujelang 14 gatunków ptaków, w tym 3 lęgowych (Sterna fuscata, Anol stolidus, Anous tenuirostris) i 7 potencjalnie lęgowych. Na atolu spotkać można następujące gatunki roślin: Alocasia macrorrhizos, Eleusine indica, Eragrostis amabilis, Euphorbia thymifolia, Ipomoea violacea, Phyllanthus amarus, Pilea microphylla, Senna occidentalis, Sida acuta.